# Dicranopygium gracile
Dicranopygium gracile là một loài thực vật có hoa trong họ Cyclanthaceae. Loài này được (Liebm. ex Matuda) Harling miêu tả khoa học đầu tiên năm 1954.